# Nazionale femminile di pallacanestro di Porto Rico
La nazionale femminile di pallacanestro di Porto Rico, selezione delle migliori giocatrici di pallacanestro di nazionalità portoricana, rappresenta Porto Rico nelle competizioni internazionali femminili di pallacanestro organizzate dalla FIBA ed è gestita dalla Federazione cestistica di Porto Rico.

## Piazzamenti

### Olimpiadi
- 2020 - 12°

### Campionati mondiali
- 2018 - 16º
- 2022 - 8º

### Campionati americani
- 1993 - 6º
- 1995 -  3º
- 1997 - 7º
- 1999 - 7º
- 2005 - 5º

- 2009 - 5º
- 2011 - 5º
- 2013 - 4º
- 2015 - 6º
- 2017 -  3º

- 2019 - 4º
- 2021 -  2º
- 2023 - 4º

### Campionati centramericani
- 1971 - 6°
- 1973 -  3°
- 1975 - 5°
- 1977 -  3°
- 1981 -  3°

- 1985 - 4°
- 1989 - 4°
- 1991 -  3°
- 1993 -  3°
- 1995 -  2°

- 1997 -  2°
- 1999 - 4°
- 2001 - 4°
- 2003 -  3°
- 2004 -  2°

- 2006 - 4°
- 2008 -  2°
- 2010 -  1°
- 2012 -  2°
- 2014 -  2°

- 2017 -  3°
- 2018 -  1°
- 2021 -  1°
- 2022 -  1°
- 2024 -  1°

### Giochi panamericani
- 1979 - 6°
- 1983 - 6º
- 1995 - Ritirata [1]

- 2011 -  1°
- 2015 - 6º
- 2019 -  3°
- 2023 - 7º

## Formazioni

### Olimpiadi
Pallacanestro ai Giochi della XXXII Olimpiade - Torneo femminile0 O'Neill, 1 Meléndez, 5 Rosado, 9 Gibson, 10 Stinson, 12 Salamán, 24 Gwathmey, 25 Quiñones, 28 Lozada-Cabbage, 33 Pagán, 55 Benítez, 91 González,        All. Jerry Batista
Pallacanestro ai Giochi della XXXIII Olimpiade - Torneo femminile0 O'Neill, 2 Jones, 5 Rosado, 7 Pérez, 9 Gibson, 11 Roma, 21 Hollingshed, 22 Guirantes, 23 San Antonio, 25 Quiñones, 33 Pagán, 55 Benítez,        All. Jerry Batista

### Campionati mondiali
Campionato mondiale femminile di pallacanestro 20180 O'Neill, 2 Meléndez, 3 Maldonado, 5 Rosado, 9 Gibson, 11 González, 12 Salamán, 14 Plácido, 22 Pérez, 23 Jones, 24 Gwathmey, 25 Quiñones,        All. Jerry Batista
Campionato mondiale femminile di pallacanestro 20220 O'Neill, 1 Meléndez, 2 Jones, 5 Rosado, 7 González, 11 Roma, 13 Vargas, 21 Hollingshed, 22 Guirantes, 23 San Antonio, 25 Quiñones, 33 Pagán,        All. Jerry Batista

### Campionati americani
Template:Porto Rico femminile di pallacanestro ai campionati americani 1993
Template:Porto Rico femminile di pallacanestro ai campionati americani 1995
Template:Porto Rico femminile di pallacanestro ai campionati americani 1997
Template:Porto Rico femminile di pallacanestro ai campionati americani 1999
Campionato americano femminile di pallacanestro 20054 González, 5 Dides, 6 Rosado, 7 Martínez, 8 Valentín, 9 Plácido, 10 Otero, 11 Andino, 12 Pallens, 13 Llanos, 14 Rivera, 15 Vargas,        All. Hector Laboy
Campionato americano femminile di pallacanestro 20094 de Jesús, 5 Rosado, 6 Santos, 7 Martínez, 8 Rivera, 9 Emmanuelli, 10 Valentín, 11 Báez, 12 Morales, 13 L. González, 14 Plácido, 15 Vargas,        All. Omar González
Campionato americano femminile di pallacanestro 20114 Bermúdez, 5 Rosado, 6 Sepúlveda, 7 Valentín, 8 Cortijo, 9 Pacheco, 10 Jones, 11 García, 12 Morales, 13 Escalera, 14 Plácido, 15 Vargas,        All. Omar González
Campionato americano femminile di pallacanestro 20134 Rosado, 5 Prim, 6 Sepúlveda, 7 Bermúdez, 8 Cortijo, 9 Quiñones, 10 Crespo, 11 García, 12 Morales, 13 Ojeda, 14 Plácido, 15 Rosario,        All. Omar González
Campionato americano femminile di pallacanestro 20155 Delgado, 6 Sepúlveda, 7 Bermúdez, 9 Gibson, 10 Meléndez, 11 García, 13 Díaz, 14 Plácido, 21 Roma, 23 del Rosario, 32 Martínez, 00 O'Neil,       All. Jerry Batista
Campionato americano femminile di pallacanestro 20171 Meléndez, 2 Santos, 5 Rosado, 7 Bermúdez, 9 Gibson, 10 Crespo, 11 González, 12 Salamán, 14 Plácido, 22 Pérez, 24 Jones, 25 Quiñones,        All. Jerry Batista
Campionato americano femminile di pallacanestro 20190 O'Neill, 2 Meléndez, 3 Maldonado, 5 Rosado, 9 Gibson, 11 Roma, 12 Salamán, 20 Kuzmanic, 22 Canales, 24 Gwathmey, 25 Quiñones, 33 Pagán,        All. Jerry Batista
Campionato americano femminile di pallacanestro 20210 O'Neill, 1 Meléndez, 5 Rosado, 9 Gibson, 10 Stinson, 12 Salamán, 24 Gwathmey, 25 Quiñones, 28 Lozada-Cabbage, 33 Pagán, 55 Benítez, 91 González,        All. Jerry Batista
Campionato americano femminile di pallacanestro 20230 O'Neill, 2 Jones, 5 Rosado, 11 Roma, 13 Satterfield, 21 Hollingshed, 22 Guirantes, 23 San Antonio, 24 Gwathmey, 25 Quiñones, 33 Pagán, 55 Benítez,        All. Jerry Batista
Campionato americano femminile di pallacanestro 20251 Meléndez, 2 Jones, 5 Rosado, 11 Roma, 12 Smith, 15 Vélez, 21 Hollingshed, 22 Guirantes, 23 San Antonio, 25 Solís, 33 Pagán, 55 Benítez,        All. Jerry Batista

### Campionati centramericani
Campionato centramericano femminile di pallacanestro 20064 Sánchez, 5 Rosado, 6 Santos, 7 Valentín, 8 Rivera, 9 Emmanuelli, 10 Tapia, 11 Dávila, 12 Baez, 13 González, 14 Plácido, 15 Vargas,        All. -
Campionato centramericano femminile di pallacanestro 20084 Dávila, 5 Rosado, 6 Morales, 7 Valentín, 8 Rivera, 9 Ya. Cabrera, 10 Tapia, 11 González, 12 Emmanuelli, 13 Yo. Cabrera, 14 Escalera, 15 Vargas,        All. Omar González
Campionato centramericano femminile di pallacanestro 20104 S. Rosado, 5 P. Rosado, 6 Sepúlveda, 7 Escalera, 8 Rivera, 9 Pacheco, 10 Tapia, 11 García, 12 Morales, 13 González, 14 Plácido, 15 Vargas,        All. Omar González
Campionato centramericano femminile di pallacanestro 20124 S. Rosado, 5 P. Rosado, 6 Sepúlveda, 7 Bermúdez, 8 Cortijo, 9 O'Neill, 10 Ortiz, 11 García, 12 Morales, 13 Escalera, 14 Plácido, 15 Vargas,        All. Omar González
Campionato centramericano femminile di pallacanestro 20144 Rosado, 5 Gibson, 6 Valentín, 7 Bermúdez, 8 Cortijo, 9 Cabrera, 10 Jones, 11 García, 12 Morales, 13 Meléndez, 14 Plácido, 15 Ojeda,        All. Jerry Batista
Campionato centramericano femminile di pallacanestro 20171 Meléndez, 2 Santos, 3 Martucci, 5 Rosado, 7 Bermúdez, 10 Crespo, 11 González, 12 Salamán, 14 Plácido, 22 Pérez, 24 Jones, 25 Quiñones,        All. Jerry Batista
Campionato centramericano femminile di pallacanestro 20180 O'Neill, 2 Meléndez, 3 Maldonado, 5 Rosado, 9 Gibson, 11 González, 12 Salamán, 14 Plácido, 22 Pérez, 23 Jones, 24 Gwathmey, 25 Quiñones,        All. Jerry Batista
Campionato centramericano femminile di pallacanestro 20211 Meléndez, 3 de León, 4 González, 5 Rosado, 7 K. Quiñones, 9 Gibson, 10 Stinson, 25 I. Quiñones, 28 Lozada-Cabbage, 32 Zapata, 55 Benítez, 91 González,        All. Jerry Batista
Campionato centramericano femminile di pallacanestro 20220 O'Neill, 2 Jones, 3 T. Guirantes, 4 Vargas, 6 Maldonado, 11 Roma, 12 Gathers, 22 A. Guirantes, 25 Quiñones, 32 Harris, 33 Pagán, 55 Benítez,        All. Jerry Batista
Campionato centramericano femminile di pallacanestro 20241 Meléndez, 2 B. Jones, 3 Harris, 4 Rios, 7 Pérez, 9 Penzo, 11 Roma, 12 Smith, 15 A. Jones, 22 Guirantes, 33 Pagán, 55 Benítez,        All. Jerry Batista

### Giochi panamericani
Pallacanestro femminile agli VIII Giochi panamericaniAldarondo, L. Camacho, Cordovez, Cruz, Díaz, García, Mangual, Marina, Meléndez, Morales, Ortega, Rivera, All. Humberto Ramírez
Pallacanestro femminile ai IX Giochi panamericani4 V. Camacho, 5 M. Rivera, 6 L. Camacho, 7 I. Benítez, 8 García, 9 L. Vázquez, 10 Mangual, 11 Meléndez, 12 Palermo, 13 Ewens, 14 J. Rivera, 15 Díaz,        All. -
Pallacanestro femminile ai XVI Giochi panamericani4 Bermúdez, 5 Rosado, 6 Sepúlveda, 7 Valentín, 8 Cortijo, 9 Pacheco, 10 Jones, 11 González, 12 Morales, 13 Escalera, 14 Plácido, 15 Vargas,        All. Omar González
Pallacanestro femminile ai XVII Giochi panamericani5 Delgado, 6 Sepúlveda, 7 Bermúdez, 8 Cortijo, 9 Gibson, 10 Meléndez, 11 García, 13 Díaz, 14 Plácido, 15 Vargas, 21 Roma, 23 Del Rosario, 32 Martínez,        All. Jerry Batista
Pallacanestro femminile ai XVIII Giochi panamericani0 O'Neill, 2 Meléndez, 3 Maldonado, 5 Rosado, 9 Gibson, 11 Roma, 12 Salamán, 14 Penzo, 20 Kuzmanic, 24 Gwathmey, 25 Quiñones, 33 Pagán,        All. Jerry Batista
Template:Porto Rico femminile pallacanestro Giochi panamericani 2023